# Hockey sur gazon en Belgique

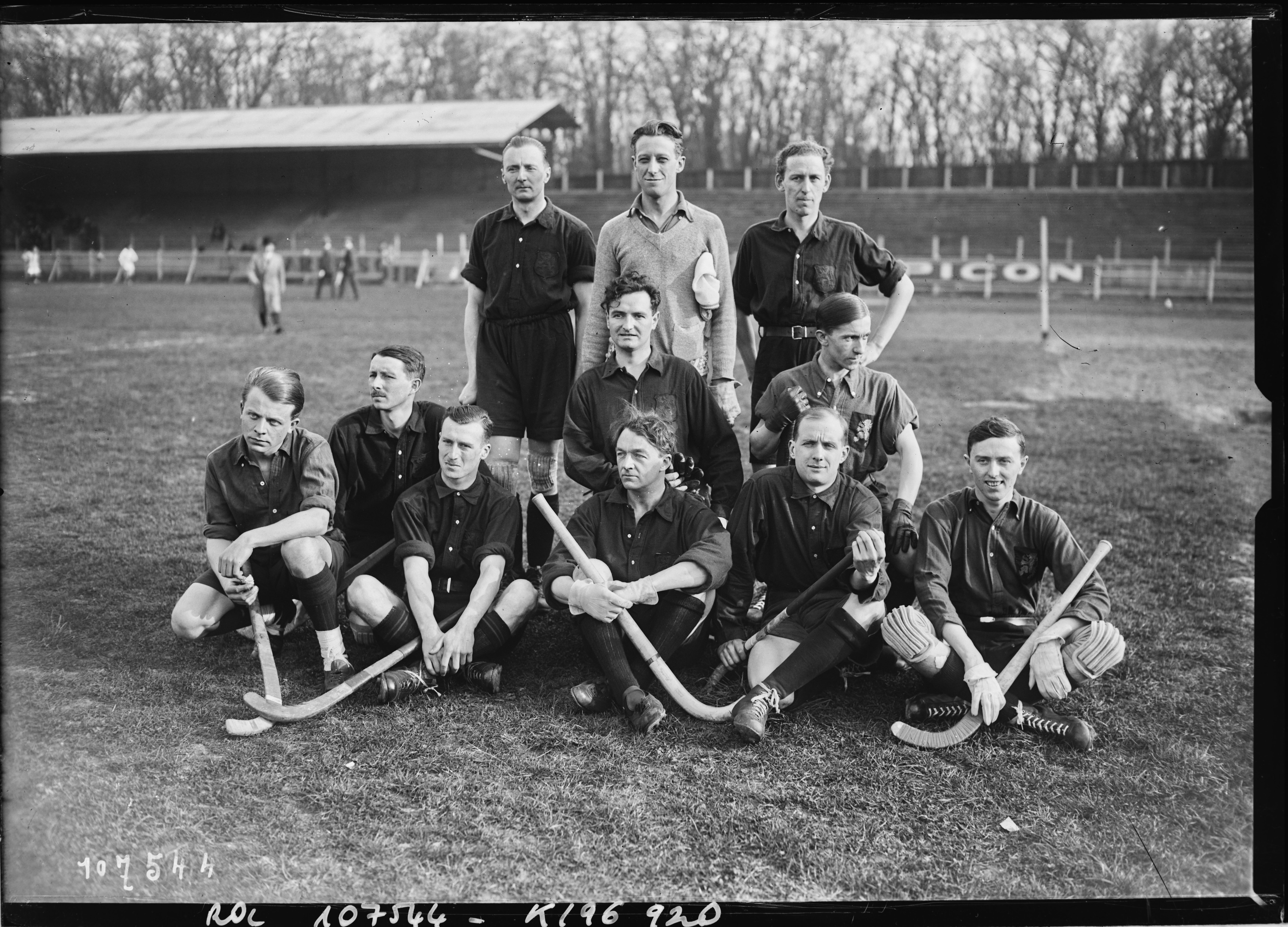

Cet article fournit diverses informations sur la pratique du hockey sur gazon en Belgique.

## Organisation
Le hockey belge est géré par l'Association Royale Belge de Hockey (ARBH), laquelle a fêté en 2007 son 100e anniversaire. Elle est l'une des plus anciennes fédérations sportives de Belgique.
L'équipe de Belgique de hockey sur gazon et l'équipe de Belgique de hockey sur gazon féminin représentent la Belgique dans les compétitions internationales.

### Championnats féminins
Les championnats fédéraux nationaux sont réformés à partir de la saison 2013-2014
| De        | À         | Niveau I         | Niveau II   | Niveau III  | Niveau IV   | Niveau V    | Niveau VI   | Niveau VII  |
| --------- | --------- | ---------------- | ----------- | ----------- | ----------- | ----------- | ----------- | ----------- |
| 1919-1920 | 2004-2005 | Division 1       | Division 2  | Division 3  | Division 4  |             |             |             |
| 2005-2006 | 2011-2012 | Division Honneur | Nationale 1 | Nationale 2 | Nationale 3 | Nationale 4 | Nationale 5 |             |
| 2012-2013 | ...       | Division Honneur | Nationale 1 | Nationale 2 | Nationale 3 | Nationale 4 | Nationale 5 | Nationale 6 |

### Championnats masculins
Les championnats fédéraux nationaux sont réformés à partir de la saison 2013-2014
| De        | À         | Niveau I         | Niveau II   | Niveau III  | Niveau IV   | Niveau V    |
| --------- | --------- | ---------------- | ----------- | ----------- | ----------- | ----------- |
| 1919-1920 | 2005-2006 | Division 1       | Division 2  | Division 3  | Division 4  |             |
| 2006-2007 | ...       | Division Honneur | Nationale 1 | Nationale 2 | Nationale 3 | Nationale 4 |